# Bataille de Mirebalais
Révolution haïtienne
Batailles
Insurrections (1791-1793)
- Bois-Caïman
- Croix-des-Bouquets
- Morne Pelé
- 1re La Tannerie
- Port-au-Prince
- Le Cap-français

Interventions espagnoles et britanniques (1793-1798)
- 2e La Tannerie
- Marmelade
- Saint-Michel-de-l'Attalaye
- Ennery
- 3e La Tannerie
- Fort-Dauphin
- 1re Tiburon
- L'Acul
- La Bombarde
- 2e Tiburon
- Les Gonaïves
- Port-Républicain
- 1re Dondon
- Massacre de Fort-Dauphin
- Saint-Marc
- Léogane
- Saint-Raphaël
- Trutier
- 3e Tiburon
- 1re Verrettes
- Grande-Rivière
- Mirebalais
- Las Cahobas
- 2e Verrettes
- Petite-Rivière
- 2e Dondon
- 1re Les Irois
- Jean-Rabel
- 2e Les Irois

Guerre des couteaux (1799-1800)
- Jacmel

Expédition de Saint-Domingue (1802-1803)
- La Ravine-à-Couleuvres
- Kellola
- Plaisance
- La Crête à Pierrot
- Noyades du Cap-Français
- Port-au-Prince
- Vertières
- Massacres de 1804 en Haïti

La bataille de Mirebalais se déroula pendant la révolution haïtienne.

## La bataille
Le général britannique John Graves Simcoe donne l'ordre au brigadier-général Churchill de prendre Mirebalais. Le 30 mai, une armée anglo-royaliste quitte Port-au-Prince et, après deux jours de marche, atteint Mirebalais. La place est seulement défendue par 50 soldats républicains de l'armée de Toussaint retranchés au poste Michel. Ces derniers, commandés par Christophe Mornet, se replient sur une position plus avantageuse mais qui est néanmoins prise d'assaut par les Anglais au prix de vingt hommes. Les républicains se replient, abandonnant deux canons. Les Anglo-royalistes entrent ensuite à Mirebalais sans rencontrer de résistance, leur armée est renforcée au passage par des habitants, qui quelques jours plus tôt avaient pourtant assuré leur loyauté au gouvernement républicain. Une des divisions de cette armée se porte alors sur Verrettes.
Le 31 août, Toussaint fait son rapport à Lavaux :

« Il y a deux jours les habitants du Mirebalais, ceux qui détestent la République à cause du décret de la liberté, ont appelé l'Anglais en force dans cette paroisse. La montagne des Grand-Bois, l'Arcahaye, La Croix-des-Bouquets, le Port-au-Prince, de concert avec Saint-Marc ont marché sur le bourg des Verrettes. Les troupes que nous y avions en garnison sous les ordres de Christophe Mornet ont fait la plus belle défense, mais l'ennemi enhardi par le parti conséquent qu'il avait dans le bourg même, et qui s'est joint à lui, a redoublé d'ardeur. C'est alors que le commandant militaire Guion, d'accord avec Christophe Mornet, a évacué ce bourg en bon ordre, ne pouvant y tenir contre la force et la trahison. Nos troupes ont passé de l'autre bord de l'Artibonite. Je vais mettre en usage tous les moyens pour convaincre ceux des habitants de Mirebalais, qui ont trahi pour la seconde fois la patrie, qu'on ne fait pas un jeu impunément du pavillon national. »